# Landon Dickerson
Landon Dickerson (Hickory, 25 aprile 2000) è un giocatore di football americano statunitense che milita nel ruolo di centro per i Philadelphia Eagles della National Football League (NFL).

## Carriera

### Philadelphia Eagles
Dickerson fu scelto nel corso del secondo giro (37º assoluto) del Draft NFL 2021 dai Philadelphia Eagles. Debuttò come professionista subentrando nella gara del secondo turno contro i San Francisco 49ers e la settimana successiva disputò la prima gara come titolare contro i Dallas Cowboys. La sua stagione da rookie si chiuse con 14 presenze, di cui 13 come titolare.
Nel 2022 Dickerson fu convocato per il suo primo Pro Bowl. Il 12 febbraio 2023 partì come titolare nel Super Bowl LVII ma gli Eagles furono sconfitti per 38-35 dai Kansas City Chiefs.

## Palmarès

### Franchigia
- Super Bowl : 1

Philadelphia Eagles: LIX
- National Football Conference Championship: 2

Philadelphia Eagles: 2022, 2024

### Individuale
- Convocazioni al Pro Bowl: 3

2022, 2023, 2024